# Patryk Pysz
Patryk Pysz (* 15. Januar 1975 in Zakopane) ist ein ehemaliger deutsch-polnischer Eishockeyspieler (Flügelstürmer), der in seiner aktiven Zeit von 1992 bis 2004 unter anderem für die Augsburger Panther und Adler Mannheim in der Deutschen Eishockey Liga gespielt hat.

## Karriere
Patryk Pysz begann seine Karriere beim polnischen Club Podhale Nowy Targ, bevor er 1992 zum Augsburger EV in die 2. Deutsche Bundesliga wechselte. Nach der sportlichen Qualifikation für die neu gegründete DEL stand der Linksschütze auch für deren ausgegliederte Profimannschaft, die Augsburger Panther auf dem Eis. 1995 unterschrieb er einen Vertrag bei den Adler Mannheim, die er nach einem Jahr für ein Engagement in Nordamerika verließ. Nach einer Spielzeit bei den Columbus Chill in der Minor League East Coast Hockey League kehrte er nach Deutschland zurück, wo er zunächst drei Jahre lang für die Hamburg Crocodiles in der zweithöchsten deutschen Profispielklasse spielte. 2000 wechselte Pysz zum Ligakonkurrenten REV Bremerhaven, wo er seine Karriere nach der Saison 2003/04 beendete.
Beim NHL Entry Draft 1993 wurde der Pole als 102. in der vierten Runde von den Chicago Blackhawks ausgewählt (gedraftet), in der National Hockey League kam er jedoch nie zum Einsatz.

### International
Für Polen nahm Pysz im Juniorenbereich an den U18-Junioren-Europameisterschaften 1991, 1992 und 1993 sowie den U20-Junioren-B-Weltmeisterschaften 1992, 1993 und 1995 teil. Im Seniorenbereich stand er im Aufgebot seines Landes bei den B-Weltmeisterschaften 1994, 2000, 2001 und 2004 sowie bei der A-Weltmeisterschaft 2002.

## Erfolge und Auszeichnungen
- 2002 Meister der 2. Bundesliga mit dem REV Bremerhaven
- 2004 Meister der Oberliga und Aufstieg in die 2. Bundesliga mit dem REV Bremerhaven

### International
- 1992 All-Star Team der U18-Junioren-Europameisterschaft
- 2001 Aufstieg in die Top-Division bei der Weltmeisterschaft der Division I

## Karrierestatistik
| 1992/93               | Augsburger EV         | 2. BL                 | 44  | 9   | 6   | 15  | 12  |    |   |   |   |    |
| 1993/94               | Augsburger EV         | 2. BL                 | 50  | 9   | 22  | 31  | 34  |    |   |   |   |    |
| 1994/95               | Augsburger Panther    | DEL                   | 41  | 5   | 13  | 18  | 61  | 5  | 0 | 2 | 2 | 6  |
| 1995/96               | Adler Mannheim        | DEL                   | 50  | 14  | 24  | 38  | 50  | 8  | 0 | 2 | 2 | 26 |
| 1996/97               | Columbus Chill        | ECHL                  | 36  | 7   | 9   | 16  | 29  | 2  | 0 | 0 | 0 | 0  |
| 1997/98               | Hamburg Crocodiles    | 1. Lg                 | 42  | 25  | 35  | 60  | 82  |    |   |   |   |    |
| 1998/99               | Hamburg Crocodiles    | BL                    | 55  | 18  | 33  | 51  | 79  |    |   |   |   |    |
| 1999/00               | Hamburg Crocodiles    | 2. BL                 | 52  | 14  | 16  | 30  | 34  |    |   |   |   |    |
| 2000/01               | REV Bremerhaven       | 2. BL                 | 48  | 13  | 29  | 42  | 59  |    |   |   |   |    |
| 2001/02               | REV Bremerhaven       | 2. BL                 | 59  | 13  | 22  | 35  | 59  |    |   |   |   |    |
| 2002/03               | REV Bremerhaven       | 2. BL                 | 47  | 15  | 16  | 31  | 42  | –  | – | – | – | –  |
| 2003/04               | REV Bremerhaven       | OL                    | 48  | 29  | 47  | 76  | 67  | 4  | 0 | 1 | 1 | 6  |
| 2. Bundesliga1 gesamt | 2. Bundesliga1 gesamt | 2. Bundesliga1 gesamt | 397 | 116 | 179 | 295 | 401 |    |   |   |   |    |
| DEL gesamt            | DEL gesamt            | DEL gesamt            | 91  | 19  | 37  | 56  | 111 | 13 | 0 | 4 | 4 | 32 |

(Legende zur Spielerstatistik: Sp oder GP = absolvierte Spiele; T oder G = erzielte Tore; V oder A = erzielte Assists; Pkt oder Pts = erzielte Scorerpunkte; SM oder PIM = erhaltene Strafminuten; +/− = Plus/Minus-Bilanz; PP = erzielte Überzahltore; SH = erzielte Unterzahltore; GW = erzielte Siegtore; 1 Play-downs/Relegation; Kursiv: Statistik nicht vollständig)

1) und Vorgänger-/Nachfolgeligen (Bundesliga, 1. Liga)